# One Wish: The Holiday Album
One Wish: The Holiday Album (Un Deseo: El Álbum Navideño) es un álbum (el quinto de estudio) de la cantante Whitney Houston lanzado el 18 de noviembre de 2003.
El álbum contiene canciones y cover's clásicos de Navidad.
El álbum tuvo una acogida desigual por parte de la crítica, que alabó la producción pero no la interpretación vocal de Houston. Tras su lanzamiento, One Wish debutó en el número 49 de la lista Billboard 200 de EE. UU. y en el número 13 de la lista Top R&B/Hip-Hop Albums de Billboard. Su primer y único sencillo, una interpretación de «One Wish (for Christmas)» de Freddie Jackson, alcanzó el top veinte en la lista US Adult Contemporary de Billboard. En enero de 2018, el álbum fue certificado Oro por la Recording Industry Association of America (RIAA) por unas cifras de envíos de más de 500.000 copias.

## Lista de canciones
1. "The First Noel" – 3:14
2. "The Christmas Song" – 3:12
3. "The Little Drummer Boy" – 4:29
4. "One Wish (for Christmas)" – 4:12
5. "Cantique de Noël (O Holy Night)" – 3:48
6. "I'll Be Home for Christmas" – 3:45
7. "Deck the Halls/Silent Night" – 4:29
8. "Have Yourself a Merry Little Christmas" – 4:49
9. "O Come O Come Emanuel" – 3:06
10. "Who Would Imagine a King" (The Preacher's Wife: Original Soundtrack Album) – 3:30
11. "Joy to the World" (The Preacher's Wife: Original Soundtrack Album) – 4:41